# 멜빈 프랭크
멜빈 프랭크(Melvin Frank, 1913년 8월 13일 ~ 1988년 10월 13일)는 미국의 각본가, 영화 프로듀서, 영화 감독이다. 노먼 파나마와 함께 화이트 크리스마스 (영화), 코트 제스터, 주말의 사랑 등의 영화에 참여했다.

## 생애
유대인 가정에서 태어나 1933년 시카고 대학교에서 노먼 파나마를 만났다.

## 참여 작품
- 유토피아로 가는 길
- 화이트 크리스마스 (영화)
- 코트 제스터
- 홍콩으로 가는 길
- 퍼니 씽 해펀드 온 더 웨이 투 더 포럼
- 주말의 사랑